# Время N
Время N — альбом Бориса Гребенщикова, выпущенный в цифровом виде 16 февраля 2018 года и, по его собственным словам, являющийся заключительной частью трилогии, в которую вошли альбомы «Архангельск» и «Соль» (в другом источнике трилогию составляют Соль, Время N и следующий альбом).
В песне «Крестовый поход птиц» на синтезаторе играет Брайан Ино, в «На ржавом ветру» — саксофонист Мел Коллинз и барабанщик Джереми Стейси (экс-King Crimson).
Критики отмечают, что первая половина альбома содержит наиболее мрачные песни Гребенщикова за всю его карьеру. Портал «Союз» включил альбом в свой список «25 лучших отечественных альбомов 2018 года».

## Список композиций
Слова и музыка всех песен — Борис Гребенщиков.
| №  | Название                 | Длительность |
| -- | ------------------------ | ------------ |
| 1. | «Время N»                | 3:22         |
| 2. | «Тёмный как ночь»        | 3:34         |
| 3. | «Сякухачи»               | 5:14         |
| 4. | «На ржавом ветру»        | 3:01         |
| 5. | «Песни нелюбимых»        | 3:17         |
| 6. | «Ножи Бодхисаттвы»       | 4:59         |
| 7. | «Прикуривает от пустоты» | 4:33         |
| 8. | «Соль»                   | 6:44         |
| 9. | «Крестовый поход птиц»   | 5:49         |

## Критика
После шедевральной «Соли», казалось, должен последовать спад, но не тут-то было! «Время N» — ещё более честная, по-хорошему злая и пронзительная пластинка, точно отражающая наше время, «время разгула бесов», как охарактеризовал его лидер «Аквариума»… Кульминацией пластинки является, на мой взгляд, лучшая песня, которую БГ записал в XXI веке: «Крестовый поход птиц». Это одна из тех редких вещей, которую действительно лучше услышать, чем сто раз о ней прочитать. Интересно всё-таки, что столь актуальную и яростную пластинку записал человек, которого столько лет воспринимали как рок-гуру, отстранившегося от всего мирского.
— Фарид Хайруллин

…От БГ мы не дождёмся ностальгических туров с программой «Лучшее, любимое и сыгранное, как двадцать лет назад»: он чувствует нерв эпохи и дрожит и хрипит вместе с этим нервом. <…> За яростным Гребенщиковым наблюдать куда интереснее, чем за благостным.
— Алексей Мажаев, InterMedia

Мало кто предполагал, что новая пластинка станет ещё более мрачной и отчаянной, чем «Соль», однако БГ превзошёл себя. <…> Поражает умение Бориса Борисовича подобрать яркие, метафоричные и в то же время до боли реальные образы и при этом не скатиться в злободневную конкретику. Наверное, таким и должно быть искусство.
— Дмитрий Глухов, Роккульт

Большая часть этого альбома — прогрессирующая обречённость и болезненное бессилие. Идеологически это продолжение «Соли» (2014), но «Время N» ещё жёстче и ещё конкретнее. Бесконечные танцы вокруг мёртвого Цоя ничем не лучше и не хуже мироточащего бюста Николая II или оскорблённой памяти Сталина. В кадре — страна, основные ценности которой связаны с прошлым, страна, исповедующая культ смерти. <...> Тексты альбома — недвусмысленное напоминание о том, что именно в русском роке, а не в рэпе, пусть и переживающем небывалый подъём, русское поэтическое слово живёт настоящей жизнью.
— Борис Барабанов, КоммерсантЪ

## Рецензии
- Алексей Мажаев (20 февраля 2018). Рецензия: Борис Гребенщиков — «Время N» ****. Intermedia. Дата обращения: 28 февраля 2018.
- Егор Антощенко. Тёмный как ночь. colta.ru (19 февраля 2018). Дата обращения: 28 февраля 2018.
- Шамиль Керашев (24 февраля 2018). Песни сброшенных на лед. «Время N»: один из самых мрачных альбомов Бориса Гребенщикова. Российская газета. Дата обращения: 28 февраля 2018.
- Станислав Сорочинский (16 февраля 2018). «Над некоторыми артистами время не властно» (Борис Гребенщиков - Время N, 2018). Refnews. Дата обращения: 28 февраля 2018.
- Денис Шлянцев. Борис Гребенщиков «Время N»: «Поезд в огне» новейшей истории. Союз. www.soyuz.ru (17 февраля 2018). Дата обращения: 28 февраля 2018.

## Интервью
- Ян Шенкман (1 февраля 2018). «Из равновесия меня выводят невежество, агрессия, нелюбовь». Новая газета. Дата обращения: 28 февраля 2018.
- Кан, Александр (2 февраля 2018). Борис Гребенщиков: сейчас - время разгула бесов. BBC Русская служба (англ.). Дата обращения: 28 февраля 2018.